# 罗伯特·克拉涅茨
罗伯特·克拉涅茨（1981年7月16日—），斯洛文尼亚男子跳台滑雪运动员。他曾代表斯洛文尼亚参加2002年、2006年、2010年和2014年冬季奥林匹克运动会跳台滑雪比赛，其中2002年冬季奥运会获得一枚铜牌。